# Waldemar Kaczmarek
Waldemar Kaczmarek (ur. 2 kwietnia 1987 w Jaworze) — polski siatkarz, grający na pozycji rozgrywającego. Absolwent Niepublicznego Liceum Ogólnokształcącego SMS PZPS w Spale.

## Sukcesy klubowe

### juniorskie
Mistrzostwa Polski Juniorów:
- 2006

### seniorskie
Mistrzostwo I ligi:
- 2010

Mistrzostwo II ligi:
- 2013

Puchar Cypru:
- 2014

Mistrzostwo Cypru:
- 2014

## Sukcesy reprezentacyjne
Mistrzostwa Europy Kadetów:
- 2005

## Nagrody indywidualne
- 2006: Najlepszy rozgrywający Mistrzostw Polski Juniorów